# 膳氏
膳氏（かしわでうじ）は、「膳」を氏の名とする日本の氏族。古代に朝廷の食膳を管掌した伴造氏族である。

## 概要
膳氏の始祖は、『日本書紀』・『高橋氏文』・『新撰姓氏録』によると、孝元天皇の皇子の大彦命の孫にあたる磐鹿六鴈命とされ、『古事記』では大毘古命の子の比古伊那許士別命（ひこいなこじわけ の みこと）とされている。『新撰姓氏録』左京皇別・和泉皇別によれば、阿倍朝臣と同祖ともある。膳大伴部の伴造として朝廷の供御を主宰した。
始祖の磐鹿六鴈は、景行天皇の東国巡幸に隨行し、上総国において堅魚や白蛤を調理して天皇に献上し、その功により以後天皇の供御に奉仕することを命ぜられ、また膳臣の姓を賜ったという。膳大伴部や膳大伴部直は、武蔵国造や安房国造などに現れており、若狭国造には「膳臣」の名前が見受けられる。
『古事記』および『先代旧事本紀』の記載から孝元天皇の末裔である武内宿禰と大彦命の後裔の国造の分布を調べると、若狭国・越前国・越中国・越後国加賀国・周防国・筑紫国など北陸地方や中国地方・九州北部などに重なっており、とりわけ、北陸地方は海産物の山地で、中でも若狭国は御食国でもあり、膳臣を称する若狭国造が海産物の貢進に関与したものと想定される。また、これらの地方には、「膳」・「宍人連」（ししひとのむらじ）・「丈部」や、「布西郷」・「丈部郷」など阿倍氏や膳氏関係の氏族や地名が散見している。北陸には武内宿禰を共通の祖とする葛城氏（生江氏）や蘇我氏と同祖と称する氏族が集中しており、食膳に奉仕するこれらの氏族が、系譜上、孝元天皇を共通の祖先として親戚関係に結びつけられているのだと考えられる。
膳氏が天皇の供御の料理、供饌の事に奉仕したことは、履中天皇の時の膳余磯（稚桜部臣氏の始祖）、雄略天皇の時の膳長野（宍人臣氏の始祖）、安閑天皇の時の膳大麻呂の例によっても知られている。
一方で、軍事や外交などに活躍した人物も多く、雄略天皇時代（推定464年）に任那日本府の司令官として新羅を攻撃した高句麗軍を破ったとつたえる膳斑鳩、欽明天皇の時代（推定545年）に百済に遣わされた際、息子の仇討ちで虎を退治した膳巴提便がいる。推定570年には膳傾子が越国に漂着した高麗（高句麗）の使者を接待している。物部守屋の反乱の際には、蘇我軍に参加しており、戦後は蘇我氏や皇室との結びつきを深めていった。彼の娘 膳菩岐々美郎女は聖徳太子の妃の一人である。
611年（推古天皇18年）には、膳大伴が任那の使人を迎える荘馬（かざりうま）の長を務めており、大和国阿斗にある館（むろつみ）に安置したという。大化の改新の際には646年の朝集使の報告により、東国国司の膳部百依（かしわで の ももより）が草代（牧の牧草）や馬にまつわる不正を働いていたことが明らかにされた。656年（斉明天皇2年）には膳葉積（かしわで の はつみ）は遣高麗大使に任命されている。膳摩漏は682年（天武天皇11年）病に倒れ、草壁皇子と高市皇子の見舞いをうけたが、7月18日没した。天皇は驚いて悲しみ、壬申の乱で立てたと言われる功績を讃えて、小錦中の冠位を大紫に昇格し、禄も与えた。皇后も禄を与えたとある。
このほか、時代は下るが、膳大丘は752年（天平勝宝4年）に遣唐使に隨行して入唐し、帰国の際に金剛菩薩註金剛般若経を持参したと言われ、光仁天皇の777年（宝亀8年1月7日）に従五位下を授けられ、1月25日には大学博士に任命され、779年豊後介を兼任したという。
684年（天武天皇13年）膳臣一族は朝臣の姓を賜与され、『新撰姓氏録』左京皇別及び『高橋氏文』では天武天皇12年に氏の名を高橋氏と改めたと記されている。そして、令制の成立後、阿曇氏と並んで内膳奉膳（内膳司の長官）を世襲し、志摩国・若狭国の国司に任じられたりしたという。